# GQ – Gentlemen’s Quarterly
GQ – Gentlemen’s Quarterly ist ein Männermagazin von Condé Nast. Die deutsche Ausgabe erscheint bei Condé Nast Germany.

## Geschichte
Die Zeitschrift existiert als Gentlemen's' Quarterly in den USA seit 1958, hervorgegangen aus dem 1931 gegründeten Magazin Apparel Arts. Im Oktober 1997 erschien die erste deutsche Ausgabe, die aus der erstmals 1984 veröffentlichten Männer Vogue hervorging. Mit GQ Style wurde 2002 ein halbjährlich erscheinender Ableger gestartet. 2020 wurde die Erscheinungsfrequenz auf elfmal jährlich reduziert und 2021 sollte sie auf zehnmal jährlich reduziert werden. Im August 2020 wurde bekanntgegeben, dass die Zeitschrift ab 2021 vierteljährlich erscheint. 2022 wurde die Erscheinungsfrequenz auf zweimonatlich erhöht und der halbjährlich erscheinende Ableger GQ Style eingestellt.
Chefredakteur der deutschen Ausgabe war zunächst Reinhard Haas. Nachdem Andreas Wrede von Dezember 2000 bis April 2002 Chefredakteur war, hatte Haas erneut diesen Posten inne. Im Dezember 2006 folgte ihm Manuel Frei, der im April 2010 von José Redondo-Vega abgelöst wurde. Nachdem Tom Junkersdorf von Januar 2017 bis September 2019 Chefredakteur war, war André Pollmann von Januar 2020 bis Juni 2021 Chief Creative Director. Seit Oktober 2021 ist Tobias Frericks Head of Editorial Content.

## Ausgaben
Die GQ erscheint neben Deutschland bisher in folgenden 18 Ländern: Australien (über Lizenznehmer), Brasilien, China (über Lizenznehmer), Frankreich, Großbritannien, Indien, Italien, Japan, Mexiko, Portugal (über Lizenznehmer), Rumänien, Russland, Spanien, Südafrika (über Lizenznehmer), Südkorea (über Lizenznehmer), Taiwan, der Türkei und den USA.
Aus der GQ-Kolumne Kurt versucht’s wieder von Kurt Molzer entstand 2006 das Buch Kurts Geschichten: Aus dem Leben eines grandiosen Frauenhelden. Kurt Molzer war bis Mitte 2009 Chefredakteur der Zeitschrift Penthouse.
Die größte Konkurrenz der GQ stellt international die Zeitschrift Esquire dar.

## Männer des Jahres
Die GQ kürt jährlich im Rahmen einer Abendgala die GQ Männer des Jahres. Nominiert werden herausragende Persönlichkeiten aus dem internationalen und deutschen Show- und Musikgeschäft sowie aus Gesellschaft, Sport, Kultur und Mode.
Bei der Verleihung 2009 im Münchner Haus der Kunst wurden 14 Kategorien vergeben, unter anderem an Sir Bob Geldof (Life Time Charity), Tom Ford (Mode), Gerard Butler (Film international), Stefan Aust (Medien) und die Band Mando Diao (Musik Pop).
Weitere Preisträger der Vorjahre (Auswahl): Hans-Dietrich Genscher (Lifetime Achievement/Politik), Nicolas Cage (Film international), Jürgen Vogel (Film national), Armin Mueller-Stahl (Lifetime Achievement), David Garrett (Musik), die deutsche Handballnationalmannschaft (Sport) und David Mayer de Rothschild (Engagement).
Seit 2010 findet die Abendgala in den Räumen der Komischen Oper Berlin statt. In den Vorjahren war traditionell München der Veranstaltungsort. Zu den Geehrten gehörten beispielsweise Matthias Schweighöfer (Film National), Bushido (Musik National), Michael Schumacher (Sport), Mark Ronson (Stil), Nora Tschirner (Frau des Jahres 2010) und Annie Lennox (Engagement für ihren Kampf gegen das HI-Virus).
2013 bekam die Sängerin Anastacia einen Sonderpreis für ihren Einsatz für die Brustkrebsfrüherkennung. Sie hatte selbst gerade eine Mastektomie beider Brüste nach der zweiten Brustkrebsdiagnose hinter sich.
2019 wurde die Klimaaktivistin Greta Thunberg als Game Changer of the Year ausgezeichnet.

## TV-Format
Ab dem 7. Juli 2005 ging das Magazin GQ Gentlemen's World auf Sendung. Janus TV produzierte das 45-minütige Format für ProSieben. Ausgestrahlt wurden acht Folgen jeweils am Donnerstag um 23:15 Uhr.
Die Moderation übernahm Aiman Abdallah. Inhaltlich schloss die Sendung an die Lifestyle-Themen der Zeitschrift an: aktuelle Trends, Hightech-Innovationen für den privaten und beruflichen Bereich sowie Sport und Erotik. Zudem wurden Männer, wie Oliver Kahn, Flavio Briatore und Ralph Lauren porträtiert.

## Initiativen
Von Januar bis September 2005 wurde von Alfa Romeo das Sondermodell 156 Sportwagon GQ auf den Markt gebracht. Bis auf zwei Motorvarianten gab es keine Möglichkeit, an dem Sondermodell eine Ausstattung zu wählen. Denn dieser Alfa 156 Sportwagon wurde von den Lesern selbst konfiguriert. In einer gemeinsamen Aktion mit Alfa Deutschland hatte GQ zuvor eine Umfrage gemacht, wie der optimale Alfa auszusehen habe.
Der Citroën GQ ist ein Konzeptfahrzeug, das 2010 auf Initiative des Chefredakteurs der GQ entstand.
| 1998  | 1999   | 2000   | 2001   | 2002   | 2003   | 2004   | 2005   | 2006   | 2007   | 2008   | 2009   | 2010   | 2011   | 2012   | 2013   | 2014   | 2015   | 2016  | 2017  | 2018  | 2019  | 2020  | 2021  | 2022  | 2023 | 2024 |
| ----- | ------ | ------ | ------ | ------ | ------ | ------ | ------ | ------ | ------ | ------ | ------ | ------ | ------ | ------ | ------ | ------ | ------ | ----- | ----- | ----- | ----- | ----- | ----- | ----- | ---- | ---- |
| 88122 | 115560 | 132896 | 131826 | 147335 | 137533 | 137814 | 146732 | 155566 | 155457 | 145923 | 134165 | 129798 | 138979 | 133112 | 127258 | 121119 | 107275 | 95798 | 78203 | 75486 | 77122 | 36361 | 10011 | 25290 |      |      |